# Thrandeston
Thrandeston – wieś w Anglii, w hrabstwie Suffolk, w dystrykcie Mid Suffolk. Leży 33 km na północ od miasta Ipswich i 126 km na północny wschód od Londynu. W 2001 miejscowość liczyła 130 mieszkańców.